# 越南兰属
越南兰属（学名：Vietorchis）是兰科的一种菌异营开花植物属。它只包含一种已知的物种，即越南兰（Vietorchis aurea），特产于越南北部。